# Trachyuropoda ablesi
Trachyuropoda ablesi es una especie de arácnido del orden Mesostigmata de la familia Trachyuropodidae.

## Distribución geográfica
Se encuentra en Estados Unidos.